# Bank of Scotland
El Bank of Scotland plc (en gaèlic escocès: Banca na h-Alba) és un banc comercial amb seu a Edimburg, Escòcia. Amb una història que data del segle xvii, és el cinquè banc més antic banc del Regne Unit i és l'única institució comercial creada pel Parlament d'Escòcia que segueix existint. Va ser un dels primers bancs a Europa en imprimir els seus propis bitllets de banc i continua imprimint els seus propis bitllets en virtut d'acords legals que permeten emetre moneda als bancs escocesos.
El juny de 2006, la llei de Reorganització del Grup HBOS va ser aprovada pel Parlament del Regne Unit, permetent la simplificació de l'estructura del banc. Com a conseqüència, el 17 de setembre del 2007 el Governor and Company of the Bank of Scotland es va convertir en l'actual Bank of Scotland plc.
El Bank of Scotland és una filial de Lloyds Banking Group des del 19 de gener de 2009, quan HBOS va ser adquirida per Lloyds TSB.